# Due gemelle a Londra
Due gemelle a Londra (Winning London) è un film del 2001 di Craig Shapiro con Mary-Kate e Ashley Olsen.

## Trama
Chloe Lawrence (Mary-Kate Olsen) è il leader della squadra che rappresenterà la sua scuola alla Model United Nations. Dopo l'esercitazione particolarmente brillante in un'esercitazione, la squadra viene selezionata per partecipare alla competizione internazionale a Londra, Inghilterra. Uno dei membri della squadra però non può parteciparvi così la sorella gemella di Chloe, Riley (Ashley Olsen) si offre di entrare a far parte della squadra per poter stare così più vicino a Brian, compagno di squadra di Chloe di cui Riley ha una cotta. Quando il gruppo arriva a Londra, scopre che qualcun altro ha già il compito di rappresentare la Cina, paese che inizialmente era stato assegnato a loro. Il gruppo si trova così a dover interpretare un nuovo Paese e alla fine decidono di rappresentare proprio lo Stato ospitante, l'Inghilterra. Chloe conosce un ragazzo, James Browning, anche lui iscritto alla competizione, figlio di un nobile inglese, Lord Browning, che fa pressione sul figlio perché si impegni maggiormente. Anche Riley riesce a conquistare un ragazzo, proprio Brian che si accorge finalmente di lei. Durante la competizione la squadra di Chloe e Riley userà metodi poco convenzionali ma alla fine riuscirà a vincere con l'ammirazione di tutti.

## Cast
- Mary-Kate Olsen .... Chloe
- Ashley Olsen .... Riley
- Brandon Tyler .... Brian
- Jesse Spencer .... James Browning
- Rachel Roth .... Rachel
- Eric Jungmann .... Dylan
- Claire Yarlett .... Julia Watson
- Steven Shenbaum .... Harry Holmes
- Paul Ridley .... Lord Browning
- Stephanie Avellano .... Gabriella
- Blythe Matsui .... Sakura
- Garikayi Mutambirwa .... Niko
- Jeremy Maxwell .... Jonathan
- Benton Jennings .... Cuoco
- Robert Phelps .... Giudice capo
- Jarrett Lennon .... Randall
- Richard Alan Brown ....ragazzo